# 松塚村 (奈良県)
松塚村（まつづかむら）は奈良県北西部、北葛城郡に属していた村。現在の大和高田市北部、葛城川右岸の区域。大字松塚に相当する。

## 歴史
- 1889年（明治22年）4月1日 - 町村制の施行により、単独村制。土庫村と町村組合を結成し、土庫・松塚組合村となる。
- 1897年（明治30年）4月1日 - 所属郡を北葛城郡に変更。
- 1927年（昭和2年）8月22日 - 土庫村とともに高田町へ編入。同日土庫村廃止。